# Ansley J. Coale
Ansley Johnson Coale (14 de noviembre de 1917, Baltimore – 5 de noviembre de 2002) fue un reconocido demógrafo estadounidense.

## Biografía
Colae nació en Baltimore, Maryland; consiguió su B.A. en 1939, y su M.A. en 1941 y, después de un período sirviendo en la marina, el grado de doctor (Ph.D.) en 1947, todo ello en la Universidad de Princeton. Fue durante mucho tiempo Director de la conocida Oficina sobre Investigación de la Población (Office of Population Research) de la Universidad de Princeton. Coale tuvo y tiene gran influencia académica por sus trabajos sobre la transición demográfica y su liderazgo en el Proyecto Europeo de Fertilidad (European Fertility Project).
Coale fue profesor emérito de Asuntos Públicos en la William Church Osborne y profesor emérito de economía pública en la Universidad de Princeton. Fue un autor prolífico, publicó más de 125 libros y numerosos artículos sobre una amplia variedad de temas demográficos. 

### Universidad de Princeton - Office of Population Research - IUSSP
Coale comenzó su docencia e investigación en Princeton en 1947, el mismo año en que obtuvo su Ph.D. -en Princeton-. Pasó toda su carrera académica en la Office of Population Research de la misma Universidad, siendo su director desde 1959 hasta 1975. Fue también presidente de la Asociación de Población de Estados Unidos' en el período 1967-1968 y Presidente de la Unión Internacional para el Estudio Científico de la Población (IUSSP) durante el período 1977-1981.

### Transición demográfica -Proyecto Europeo de Fertilidad
Quizá la contribución científica más importante de Coale fue su comprensión de la transición demográfica. Coale fue el arquitecto intelectual del Proyecto Europeo de Fertilidad, que examinó el notable descenso de la fecundidad matrimonial en Europa. Iniciado en 1963, el proyecto finalmente dio lugar a la publicación de nueve libros que resumirán el cambio relacionado con la maternidad, la fecundidad y la natalidad durante más de un siglo en las 700 provincias de Europa. Coale mostró un interés especial por la población de Rusia. Coale construyó una tabla de vida sobre Rusia clave en la obra clásica de Frank Lorimer La población de la Unión Soviética (The Population of the Soviet Union: History and Prospects, 1946), Coale fue coautor de un volumen sobre Rusia para la serie publicada dentro del Proyecto Europeo de Fertilidad.
Hacia el final de su carrera Coale se interesó por los cambios en la población en China y la comprensión de la transición de la fecundidad en dicho país, así como los factores que afectan a la proporción sexual en el nacimiento.

## Obras destacadas

### Crecimiento de la población y desarrollo económico en los países de bajos ingresos- 1958
La primera gran obra influyente de Ansley Coale fue Crecimiento de la población y desarrollo económico en los países de bajos ingresos (Population Growth and Economic Development in Low-Income Countries, 1958), coescrito con Edgar Hoover. Los resultados de los estudios publicados mostraron que la desaceleración del crecimiento demográfico podría aumentar el desarrollo económico, está conclusión de los autores tuvo un gran impacto en las políticas públicas demográficas y en el establecimiento de una agenda de investigación en ese campo.

### Modelos regionales de tablas de vida y poblaciones estables- 1966
En 1966 publicó Regional Model Life Tables and Stable Populations escrito junto con Paul Demeny. Estas tablas de vida establecieron nuevas regularidades empíricas y resultaron decisivas en el desarrollo de técnicas posteriores para estimar la mortalidad y fertilidad en poblaciones con datos inexactos o incompletos. Junto con William Brass, Coale fue pionero en el desarrollo y uso de dichas técnicas, expuestas en la publicación de 1967 Methods of Estimating Basic Demographic Measures From Incomplete Data (con Paul Demeny) y en la publicación de 1968 The Demography of Tropical Africa (junto a otros demógrafos).

### Crecimiento y estructura de las poblaciones humanas- 1972
Su libro "Crecimiento y estructura de las poblaciones humanas" ("Growth and Structure of Human Populations", 1972) es considerado un texto esencial para los interesados en la demografía formal y la transición demográfica. También preparó y dirigió a muchos estudiantes que acabarían convirtiéndose en líderes en sus campos de estudio.

## Premios y honores
Coale fue miembro de la Academia Nacional de Ciencias de Estados Unidos, la American Academy of Arts and Sciences y la American Philosophical Society; ha recibido varios Doctorados Honoris Causa, entre ellos de la Universidad de Princeton, la Universidad de Pensilvania, la Universidad de Lovaina y la Universidad de Lieja. Fue también miembro de la British Academy.